# Superprestige
Superprestige Cyclocross ist eine Rennserie im Cyclocross und wird von Flanders Classics organisiert. Diese besteht aktuell ausschließlich aus Rennen in Belgien. Neben dem Weltcup und der Trofee Veldrijden zählt die Superprestige-Serie zu den wichtigsten Wertungen im Cyclocross und ist die älteste dieser drei. Die Rennen, die diesen Serien angehören, werden auch Klassementscross genannt.

## Geschichte

### Anfänge, Internationalisierung und Rückzug nach Belgien
Zur Saison 1982/1983 schlossen sich die Organisatoren von vier belgischen Cyclocross-Rennen (Diegem, Gavere, Overijse und Zillebeke) unter dem Namen Verenigde Veldritorganisatoren (VVO) zusammen, um eine Rennserie zu organisieren. Der Name bezog sich auf die Super Prestige Pernod, das seinerzeit bedeutendste Jahresklassement im Straßenradsport, als dessen Querfeldein-Äquivalent sich die Serie verstand. Während sie im ersten Jahr aus diesen vier belgischen Rennen bestand, schloss sie in den folgenden Jahren auch Rennen anderer traditioneller Cyclocross-Länder ein. Die Rennen standen Berufsfahrern wie Amateuren gleichermaßen offen; in der Tat beteiligten sich auch Fahrer aus der sozialistischen Tschechoslowakei mit Erfolg. Ein erstes Rennen dort wurde im Dezember 1989 inmitten der Samtenen Revolution abgehalten (siehe Cyklokros Plzeň).
Seine größte Ausdehnung hatte Superprestige in der Saison 1992/1993 mit 12 Rennen in sieben Ländern (neben Belgien und der Tschechoslowakei auch Niederlande, Frankreich, Schweiz, Spanien und Italien). Die Serie war damit ein Vorläufer des Cyclocross-Weltcups, der vom Radsport-Weltverband UCI in der Folgesaison etabliert wurde. Superprestige schränkte daraufhin seinen Wirkungskreis zusehends ein; ab 2004/2005 waren nur noch niederländische und belgische Rennen vertreten. Ab 2009/2010 war der Veldrit Gieten das letzte nicht-belgische Rennen im Superprestige, 2021 fand es letztmals statt.

### Organisation und Sponsoren
Ursprünglicher Namenssponsor der Serie war Kärcher, die in der Saison 2007/2008 durch Nissan abgelöst wurden. Zuvor hatte sich Kärcher wegen zweier Dopingfälle besorgt gezeigt und mit einem Rückzug gedroht. 2012/2013 übernahm Hansgrohe als Namenssponsor, die U23- und Juniorenwertungen hatten mit Topsport Vlaanderen und Ridley ihre eigenen Sponsoren. Seit 2017/2018 ist das belgische Telekommunikationsunternehmen Telenet der Hauptsponsor. Telenet hatte zuvor die exklusiven TV-Rechte an der Serie gehalten. In einem Rechtsstreit waren Telenet und die VVO auf Verlangen der belgischen Wettbewerbsbehörde ABC zur Aufhebung der Exklusivrechte verpflichtet worden.
2018 übernahm der belgische Radsport-Organisator Flanders Classics, der die Rechte an flämischen Straßenradsport-Klassikern wie die Flandern-Rundfahrt oder Gent–Wevelgem hält, die Serie von VVO. Im Jahr darauf wurde Flanders Classics von der UCI auch mit der Ausrichtung des Weltcups beauftragt. Einige Rennen wie der Druivencross in Overijse werden seither zwischen beiden Serien rotiert.

### Wertungen
Eine Wertung für Junioren wurde erstmals 2001/2002 eingeführt, für die Männer U23 im Jahr darauf. Rennen für Frauen wurden etwa ab 2000 nach und nach bei den einzelnen Rennen abgehalten, ab der Saison 2011/2012 waren sie überall üblich. Eine Gesamtwertung wurde aber erst 2015/2016 eingeführt. 2018/2019 wurden die Rennen der Elite und der U23 zusammengelegt, aber mit Wertungen für beide Klassen, erstmals auch bei den Frauen U23. Infolge der Corona-Krise wurden die Wertungen für die U23 und die Junioren zwei Jahre später abgeschafft und kamen seitdem nicht zurück. Es gibt zwar bei den einzelnen Veranstaltungen weiterhin Junioren-Rennen, allerdings ohne Gesamtwertung und ohne dass sie im Reglement Erwähnung fänden.

### Modus
Seit 2000/2001 besteht die Serie pro Saison aus acht Rennen, in Einklang mit dem UCI-Reglement. Der Sieger jedes Rennens erhält 15 Punkte, die folgenden Fahrer bis hin zum 15. jeweils einen Punkt weniger. In den ersten beiden Ausgaben erstreckte sich die Punktevergabe auf die ersten 25 Fahrer, in gleicher Weise; danach nur noch auf die ersten 15 Fahrer. Von 1999/2000 bis 2003/2004 war die Punktevergabe stärker differenziert, bevor man zum jetzigen Modus zurückkehrte. Dieser steht im Gegensatz zum Weltcup, wo Top-Platzierungen stärker gewichtet werden.
Sieger der Serie ist, wer die meisten Punkte sammelt. Bei Punktgleichheit wird der Fahrer bevorzugt, der bei mehr Rennen angetreten ist. Ist die Anzahl der Rennen gleich, dient die Anzahl der Siege und dann die Platzierung im letzten Rennen als Kriterium. Das Preisgeld für den Sieger bzw. die Siegerin betrug in der Saison 2023/2024 jeweils 25,000 €.

## Siegerliste
Rekordsieger der Gesamtwertung sind bei den Männern Sven Nys (13 Mal) und bei den Frauen Sanne Cant (4 Mal).

### Männer Elite
- 1982/1983:  Hennie Stamsnijder
- 1983/1984:  Hennie Stamsnijder
- 1984/1985:  Roland Liboton
- 1985/1986:  Roland Liboton
- 1986/1987:  Hennie Stamsnijder
- 1987/1988:  Roland Liboton
- 1988/1989:  Hennie Stamsnijder
- 1989/1990:  Danny De Bie
- 1990/1991:  Radomír Šimůnek
- 1991/1992:  Radomír Šimůnek
- 1992/1993:  Daniele Pontoni
- 1993/1994:  Daniele Pontoni
- 1994/1995:  Radomír Šimůnek
- 1995/1996:  Luca Bramati
- 1996/1997:  Adrie van der Poel
- 1997/1998:  Richard Groenendaal
- 1998/1999:  Sven Nys
- 1999/2000:  Sven Nys
- 2000/2001:  Richard Groenendaal
- 2001/2002:  Sven Nys
- 2002/2003:  Sven Nys
- 2003/2004:  Bart Wellens
- 2004/2005:  Sven Nys
- 2005/2006:  Sven Nys
- 2006/2007:  Sven Nys
- 2007/2008:  Sven Nys
- 2008/2009:  Sven Nys
- 2009/2010:  Zdeněk Štybar
- 2010/2011:  Sven Nys
- 2011/2012:  Sven Nys
- 2012/2013:  Sven Nys
- 2013/2014:  Sven Nys
- 2014/2015:  Mathieu van der Poel
- 2015/2016:  Wout van Aert
- 2016/2017:  Mathieu van der Poel
- 2017/2018:  Mathieu van der Poel
- 2018/2019:  Mathieu van der Poel
- 2019/2020:  Laurens Sweeck
- 2020/2021:  Toon Aerts
- 2021/2022:  Eli Iserbyt
- 2022/2023:  Lars van der Haar
- 2023/2024:  Eli Iserbyt
- 2024/2025:  Niels Vandeputte

### Frauen Elite
- 2015/2016:  Sanne Cant
- 2016/2017:  Sanne Cant
- 2017/2018:  Sanne Cant
- 2018/2019:  Sanne Cant
- 2019/2020:  Ceylin del Carmen Alvarado
- 2020/2021:  Lucinda Brand
- 2021/2022:  Lucinda Brand
- 2022/2023:  Ceylin del Carmen Alvarado
- 2023/2024:  Ceylin del Carmen Alvarado
- 2024/2025:  Lucinda Brand

### Männer U23
- 2002/2003:  Thijs Verhagen
- 2003/2004:  Wesley Van Der Linden
- 2004/2005:  Niels Albert
- 2005/2006:  Niels Albert
- 2006/2007:  Niels Albert
- 2007/2008:  Thijs van Amerongen
- 2008/2009:  Philipp Walsleben
- 2009/2010:  Tom Meeusen
- 2010/2011:  Jim Aernouts
- 2011/2012:  Lars van der Haar
- 2012/2013:  Wout van Aert
- 2013/2014:  Mathieu van der Poel
- 2014/2015:  Michael Vanthourenhout
- 2015/2016:  Eli Iserbyt
- 2016/2017:  Quinten Hermans
- 2017/2018:  Sieben Wouters
- 2018/2019:  Thomas Pidcock
- 2019/2020:  Thomas Pidcock

### Frauen U23
- 2018/2019:  Ceylin del Carmen Alvarado
- 2019/2020:  Ceylin del Carmen Alvarado

### Junioren
- 2001/2002:  Kevin Pauwels[11]
- 2002/2003:  Lars Boom
- 2003/2004:  Niels Albert
- 2004/2005:  Ricardo van der Velde
- 2005/2006:  Tom Meeusen
- 2006/2007:  Ramon Sinkeldam
- 2007/2008:  Stef Boden
- 2008/2009:  Tijmen Eising
- 2009/2010:  David van der Poel
- 2010/2011:  Laurens Sweeck
- 2011/2012:  Mathieu van der Poel
- 2012/2013:  Mathieu van der Poel
- 2013/2014:  Yannick Peeters
- 2014/2015:  Eli Iserbyt
- 2015/2016:  Jens Dekker
- 2016/2017:  Jelle Camps
- 2017/2018:  Tomáš Kopecký
- 2018/2019:  Witse Meeussen
- 2019/2020:  Thibau Nys

## Austragungsorte
Einschließlich der Saison 2024/2025 wurde die Superprestige-Serie 43 Mal ausgetragen. Es waren 33 verschiedene Rennen in 7 Ländern beteiligt, die insgesamt 365 Einzelrennen austrugen.
| Ort                     | von       | bis       | Anzahl | Link/Bemerkung                 |
| ----------------------- | --------- | --------- | ------ | ------------------------------ |
| Diegem                  | 1982/1983 | 2024/2025 | 41     | Veldrit Diegem                 |
| Zillebeke               | 1982/1983 | 1992/1993 | 11     |                                |
| Gavere                  | 1982/1983 | 2021/2022 | 40     | Cyclocross Gavere              |
| Overijse                | 1982/1983 | 2024/2025 | 21     | Druivencross                   |
| Zürich                  | 1983/1984 | 1989/1990 | 5      |                                |
| Valkenswaard            | 1983/1984 | 1992/1993 | 10     |                                |
| Rom                     | 1984/1985 | 1992/1993 | 9      |                                |
| Oss                     | 1984/1985 | 1988/1989 | 5      | siehe auch WM 1984             |
| Zarautz                 | 1986/1987 | 1993/1994 | 8      |                                |
| Wetzikon                | 1987/1988 | 1999/2000 | 13     |                                |
| Gieten                  | 1989/1990 | 2021/2022 | 33     | Veldrit Gieten                 |
| Pilsen                  | 1989/1990 | 1996/1997 | 8      | Cyklokros Plzeň                |
| Harnes / Raismes        | 1990/1991 | 2003/2004 | 14     |                                |
| Eschenbach              | 1992/1993 | 1992/1993 | 1      | siehe auch WM 1995             |
| Mailand                 | 1993/1994 | 1997/1998 | 5      | Trofeo Mamma & Papà Guerciotti |
| Westouter               | 1993/1994 | 1993/1994 | 1      |                                |
| Silvelle                | 1994/1995 | 1999/2000 | 5      |                                |
| Sint-Michielsgestel     | 1995/1996 | 2006/2007 | 11     | Veldrit Sint-Michielsgestel    |
| Ruddervoorde            | 1998/1999 | 2024/2025 | 27     | Cyclocross Ruddervoorde        |
| Hoogstraten / Merksplas | 1998/1999 | 2024/2025 | 26     | Aardbeiencross                 |
| Surhuisterveen          | 1998/1999 | 1999/2000 | 2      | Centrumcross Surhuisterveen    |
| Heerlen                 | 1999/2000 | 1999/2000 | 1      |                                |
| Vorselaar               | 2001/2002 | 2009/2010 | 9      | Cyclocross Vorselaar           |
| Hamme                   | 2004/2005 | 2013/2014 | 10     | Flandriencross                 |
| Veghel                  | 2007/2008 | 2008/2009 | 2      | Cyclocross Veghel-Eerde        |
| Zonhoven                | 2009/2010 | 2019/2020 | 11     | Cyclocross Zonhoven            |
| Middelkerke             | 2010/2011 | 2024/2025 | 14     | Noordzeecross                  |
| Francorchamps           | 2014/2015 | 2016/2017 | 3      | GP Région Wallonne             |
| Boom                    | 2017/2018 | 2023/2024 | 7      | Schorrecross                   |
| Niel                    | 2020/2021 | 2024/2025 | 5      | Jaarmarktcross Niel            |
| Zolder                  | 2020/2021 | 2023/2024 | 4      | Cyclocross Zolder              |
| Gullegem                | 2022/2023 | 2024/2025 | 2      | Cyclocross Gullegem            |
| Mol                     | 2024/2025 | 2024/2025 | 1      | Zilvermeercross                |